# Le Chevalier maudit
Pour les articles homonymes, voir La monaca di Monza.
Pour plus de détails, voir Fiche technique et Distribution.
Le Chevalier maudit (La monaca di Monza) est un film italien réalisé par Raffaello Pacini et sorti en 1947.
Le film est inspiré de la vie de la Religieuse de Monza, alias Marianna de Leyva (1575-1650). Avec 3,3 millions d'entrées en Italie à sa sortie, le film se place 9e du box-office Italie 1947.

## Synopsis
À Monza au début du XVIIe siècle, la jeune Gertrude est forcée par son père, le prince de Leyva, à entrer au couvent. Un jour, un certain comte Egidio trouve refuge dans sa chambrée alors qu'il est poursuivi comme hors-la-loi. Elle décide de ne pas donner l'alerte et le comte a le coup de foudre pour elle. Il débute alors une relation, mais le frère de Gertrude en a vent et provoque le comte en duel. Le duel a lieu et le comte bat le frère de Gertrude. À la suite de cet affrontement, Egidio propose à Gertrude de se rendre avec lui à Rome pour demander au pape la dissolution de ses vœux, ce qui permettra au couple de se marier officiellement. Alors qu'ils font escale à Florence, ils sont reconnus. Egidio parvient à s'échapper tandis que Gertrude est ramenée à Milan où, après une conversation avec le cardinal Federico Borromeo, elle se rend compte de ses erreurs et demande à retourner au couvent pour purger ses péchés. Egidio la rejoint et tente à nouveau de la convaincre de s'enfuir avec lui, mais cette fois, elle ne cède pas et le chasse. Il est tué par les soldats du prince de Leyva.

## Fiche technique
- Titre original italien : La monaca di Monza[1]
- Titre français : Le Chevalier maudit[2]
- Réalisateur : Raffaello Pacini
- Scénario : Mario Chiari, Raffaello Pacini, Primo Zeglio, Gian Piero Pucci
- Photographie : Gábor Pogány
- Montage : Rolando Benedetti
- Musique : Carlo Innocenzi
- Décors et costumes : Italo Cremona (it)
- Production : Armando Greco
- Sociétés de production : ACIF (Artisti Cinematografici Fiorentini)
- Pays de production :  Italie
- Langue originale : italien
- Format : Noir et blanc - 1,37:1 - Son mono - 35 mm
- Durée : 94 minutes
- Genre : Mélodrame religieux
- Dates de sortie :
  - Italie : 1947 (visa délivré le 12 novembre 1947[1])

## Distribution
- Paola Barbara : Gertrude de Leyda
- Rossano Brazzi : Comte Egidio
- Carlo Tamberlani : Prince de Leyda
- Marcello Giorda
- Anna Brandimarte
- Sandro Ruffini
- Carlo Duse
- Bella Starace Sainati
- Lia Corelli
- Wanda Capodaglio
- Zora Piazza
- Cesare Fantoni
- Guido Lazzarini